# 아르메니아의 대외 관계
이 본문은 아르메니아의 대외 관계에 대한 설명이다.

## 각국과의 대외 관계

### 대한민국및조선민주주의인민공화국
대한민국과 1992년에 수교하였다. 대한민국은 아르메니아와의 대외 업무를 주(駐)러시아 한국 대사관에서 현재 겸임하고 있으며, 기존 조지아에 설치된 아제르바이잔 주재 한국 대사관 트빌리시 분관이 추후 조지아 주재 한국 대사관으로 승격되면 아르메니아에서의 한국과 관련된 대외 업무에 대한 겸임국이 조지아로 조정될 예정에 있다. 반면 아르메니아는 이전까지는 주한 대사를 중화인민공화국에서 겸임하였지만 훗날 주일 아르메니아 대사를 통해 겸임하고 있으며, 조선민주주의인민공화국과 1993년에 수교하였다.

### 조지아
조지아는 1992년에 아르메니아와의 수교를 진행하였다.

### 아제르바이잔
나고르노카라바흐 영토문제를 둘러싸고 분쟁을 벌였으나, 2020년 11월경에 아제르바이잔이 전쟁에서 승리하여 일부적으로 결말이 나왔다는 상황이 있다. 현재에도 모든 아르메니아 국적자들과 해외의 아르메니아 민족들 까지도 자국에 출입을 금지하고 있다. 하지만 아제르바이잔은 아르메니아를 주권 국가로 인정하고 있다.

### 튀르키예
아르메니아 민족들은 터키 영내에 있는 아으르산을 민족의 성산(聖山)으로 여기고 있으며, 아르메니아인 학살문제 등으로 터키와 아르메니아 양국 관계는 오늘날까지 매우 좋지 않았다.

### 파키스탄
파키스탄은 아르메니아를 주권국가로 인정하지 않는데, 이는 파키스탄이 나고르노카라바흐 문제에 있어 아제르바이잔의 입장을 지지하기 때문이다.

### 헝가리
헝가리와는 독립 후 외교 관계를 맺었지만, 2012년 아르메니아인 장교를 살해한 아제르바이잔인을 아제르바이잔으로 송환한 것에 대한 항의로 외교 관계를 끊었다.

### 그리스및키프로스
그리스와는 현대에서도 우호 관계가 돈독한 것으로 전해지며, 키프로스의 경우, 그리스와의 연계 및 동질성을 고려, 비교적 우호 관계가 어느 정도 있는 것으로 보인다.

## 같이 보기
- 아르메니아의 재외공관 목록